# فرد هاميلتون
فرد هاميلتون (بالإنجليزية: Fred Hamilton)‏ هو لاعب الجسر ‏ أمريكي، ولد في 1936.